# Kinesisk sekvoja
Kinesisk sekvoja (Metasequoia glyptostroboides) är ett barrträd som först upptäcktes i fossil och ansågs vara utdött, men kort därefter upptäcktes i det vilda i sydvästra Kina. Trädet tappar sina barr på vintern. Numera används det ofta som prydnadsträd i parker och trädgårdar. Trädet är härdigt i södra Sverige.
Trädet upptäcktes i fossil 1941, och antogs vara utdött. Redan senare samma år upptäcktes emellertid ett träd i sydvästra Kina, som senare visade sig vara ett levande exemplar av samma art.